# Michael Waginger (Künstler)
Michael Waginger (* 1642; † 17. Juni 1713) war ein Tiroler Barockmaler.

## Leben
Michael Waginger stammte möglicherweise aus dem Pustertal und wurde in Venedig und Rom ausgebildet. Ab etwa 1670 war er in Kufstein als Kirchenmaler tätig. Er arbeitete häufig mit dem Kirchenbildhauer Johann Michael Mayr und dem Altartischler Georg Lengerer zusammen. Von 1706 bis 1710 war er Bürgermeister von Kufstein. Sein Sohn Johann Michael Waginger (1697–1760) war ebenfalls Maler.

## Werke

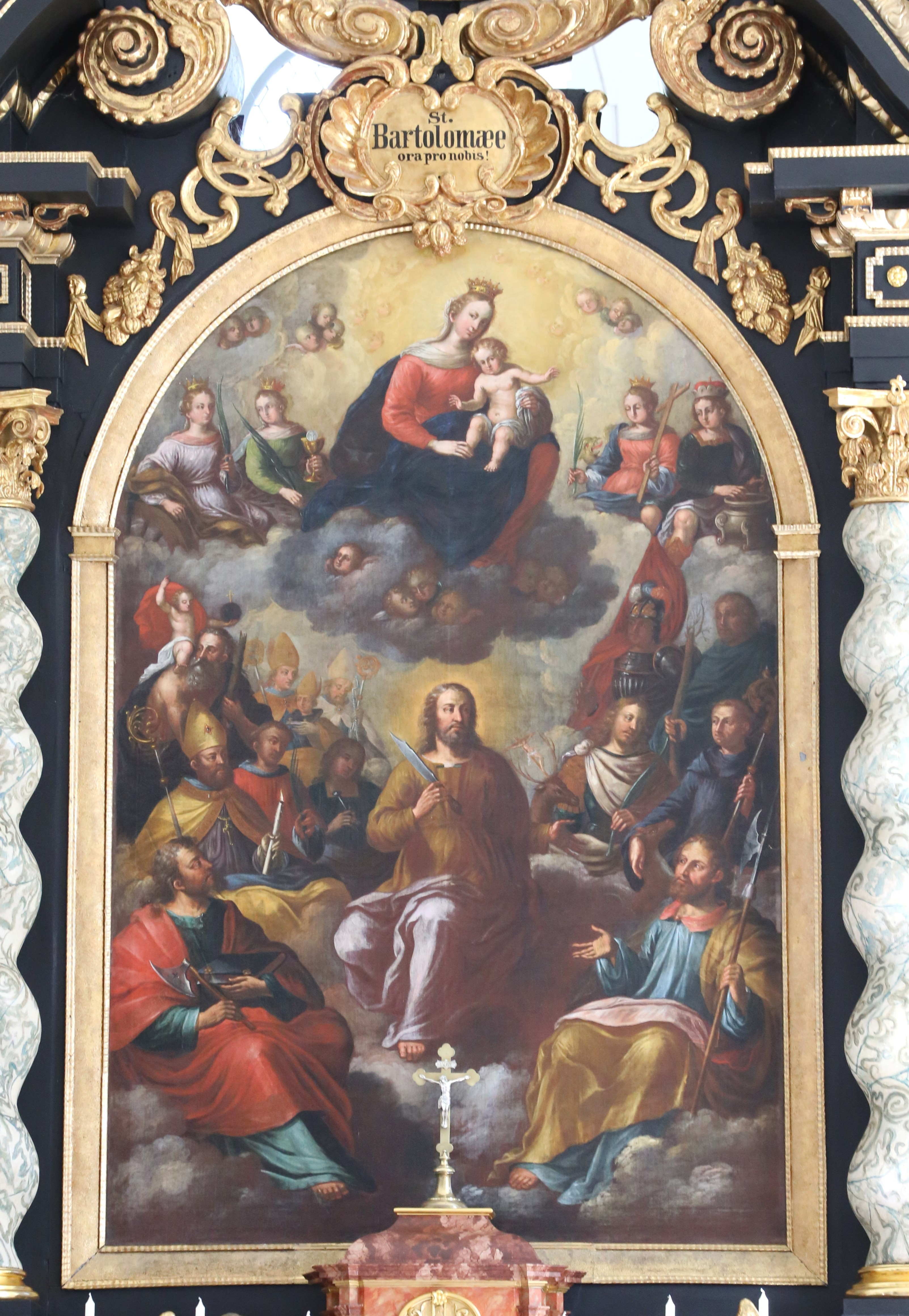
Hochaltarbild, Filialkirche Mehrn

In der Kapelle der Ruine Thierberg befinden sich zwei Gemälde Wagingers. Eines zeigt den Tanz der Salome und die Enthauptung des heiligen Johannes. Dieses Bild stammt aus dem Jahr 1702. Zehn Jahre jünger ist ein Ölgemälde, das die Geschichte der Margarete von Henneberg in zwei Szenen darstellt. Links ist zu sehen, wie die Adlige eine Mutter mit mehreren Kindern kränkt, rechts die Strafe: Laut einer Legende soll Margarete von Henneberg 364 oder 365 Kinder auf einmal geboren haben, die in einem großen Gefäß getauft wurden. Diese Taufe ist auf der rechten Seite des Bildes zu sehen.
Aus der Zeit um 1709 stammt ein achtteiliger Bilderzyklus zum Wirken des Antonius von Padua. Er zeigt mehrere Krankenheilungen sowie eine Darstellung ausgestoßener Personen, die von Aussatz und anderen Leiden betroffen sind.
weitere Werke
- Altar der Wallfahrtskapelle Mariastein, 1685[1]
- Hochaltarbild hl. Bartholomäus, Filialkirche Mehrn, um 1688[5]
- Altarbilder Mariä Heimsuchung, hl. Katharina, hl. Antonius, Wallfahrtskirche Kleinholz, 1703
- Hochaltarbilder, Filialkirche St. Leonhard in Aschau im Zillertal, 1704 (zugeschrieben)[6]
- Hochaltarbilder, Antoniuskapelle in Bad Häring, um 1708[7]